# Juliane Maier
Juliane Maier (* 9. April 1987 in Villingen-Schwenningen) ist eine ehemalige deutsche Fußballspielerin.

## Fußball
Maier begann ihre Karriere beim FC Klengen und kam über den SV Titisee zum SC Freiburg. Die Mittelfeldspielerin spielte elf Jahre für den SC Freiburg, davon zehn Jahre in der Bundesliga.
Maier durchlief die U-19- und U-20-Nationalmannschaften. Am 22. Juli 2006 wurde sie mit der deutschen U-19-Nationalmannschaft Europameisterin.
Bei der anschließenden U-20-Weltmeisterschaft erzielte Maier, die alle vier Spiele auf der linken Außenverteidigerposition bestritt, ein Tor.
In der Saison 2013/2014 wurde sie zur Teamkapitänin gewählt, seit der Saison 2014/2015 war sie Stellvertreterin von Laura Benkarth. Nach der Saison 2016/2017 beendete sie ihre Profikarriere und schloss sich dem damaligen Verbandsligisten TSV Alemannia Freiburg-Zähringen an. Im Sommer 2022 beendete sie dort ihre Karriere.

## Persönliches
Maier machte im Jahr 2006 am Gymnasium am Romäusring in Villingen ihr Abitur. Sie studierte Sport und Mathematik auf Lehramt an der Universität Freiburg. Derzeit arbeitet sie als Lehrerin an einem Beruflichen Gymnasium in Freiburg.

## Statistik
| - Deutschland U-19 12 Spiele, 4 Tore - Deutschland U-20 4 Spiele, 1 Tor (Stand: 24. Januar 2007) | - Bundesliga - Saison 2006/2007, SC Freiburg 22 Spiele, 7 Tore - Saison 2007/2008, SC Freiburg 21 Spiele, 1 Tor - Saison 2008/2009, SC Freiburg 21 Spiele, 8 Tore - Saison 2009/2010, SC Freiburg 22 Spiele, 3 Tore - Saison 2010/2011 (2. Bundesliga), SC Freiburg 22 Spiele, 9 Tore - Saison 2011/2012, SC Freiburg 18 Spiele - Saison 2012/2013, SC Freiburg 22 Spiele, 8 Tore - Saison 2013/2014, SC Freiburg 21 Spiele, 5 Tore - Saison 2014/2015, SC Freiburg 20 Spiele, 3 Tore - Saison 2015/2016, SC Freiburg 8 Spiele - Saison 2016/2017, SC Freiburg 10 Spiele | - DFB-Pokal - Saison 2006/2007, SC Freiburg 2 Spiele, 1 Tor - Saison 2007/2008, SC Freiburg 1 Spiel - Saison 2008/2009, SC Freiburg 2 Spiele - Saison 2009/2010, SC Freiburg 2 Spiele - Saison 2010/2011, SC Freiburg 2 Spiele, 3 Tore - Saison 2011/2012, SC Freiburg 3 Spiele - Saison 2012/2013, SC Freiburg 4 Spiele, 2 Tore - Saison 2013/2014, SC Freiburg 4 Spiele, 1 Tor - Saison 2014/2015, SC Freiburg 4 Spiele, 3 Tore - Saison 2015/2016, SC Freiburg 3 Spiele - Saison 2016/2017, SC Freiburg 1 Spiel |

## Erfolge
- U-19-Fußball-Europameisterin 2006